# Nikola Mitkov
Nikola Mitkov est un joueur d'échecs macédonien, né le 16 décembre 1971. 
Au 1er décembre 2019, Nikola Mitkov est le numéro deux macédonien avec un classement Elo de 2 508 points.
Mitkov s'est installé à Chicago où il travaille comme entraîneur.

## Biographie et carrière
Mitkov a représenté la Yougoslavie à deux reprises au championnat du monde d'échecs junior et au championnat d'Europe d'échecs junior. Il battit le Russe Vladimir Kramnik en 1990.
Grand maître international depuis 1993, Nikola Mitkov gagna le tournoi de Nice en 1994.
Nikola Mitkov a remporté le tournoi B du mémorial Capablanca à Cienfuegos en 1996. En 1998, il finit deuxième ex æquo de l'open de Salsomaggiore Terme remporté par Ivan Farago.
Il remporta le championnat de Macédoine en 2002 avec 10 points marqués en treize parties. 
En 2002, il gagna le North American Open à Las Vegas avec 5 points sur 6, ex æquo avec Ildar Ibragimov. En 2003, il remporta l'Open Hit de Nova Gorica, ex æquo avec Nevednichy et Pavasovic.
En décembre 2005, il fut battu en demi-finale du mémorial Carlos Torre à Mérida au Mexique par Lazaro Bruzon.
Il partagea 1re-3e place de l'open de Saint-Domingue (la Copa AES Dominicana) en 2010 avec Jaan Ehlvest et Julio Becerra Rivero.
En 2011, il finit 17e du championnat open des États-Unis (l'US Open). En 2012, il fut 2e-8e de l'Open annuel de Chicago avec 6,5 points sur 9. En mai 2013, il fut 1er-3e de l'open de Chicago avec 7 points sur 9. 
En 2016, Mitkov gagne le tournoi international de Alajuela au Costa Rica (7/9). En 2019, il gagne la Copa Bolivar à Carthagène en Colombie et le tournoi à normes du Minnesota.

### Compétitions par équipe
Nikola Mitkov a représenté la Macédoine lors de dix olympiades de 1994 à 2014, jouant au premier échiquier à six reprises (de 1994 à 2000, en 2004 et 2006) et marquant 52 points en 101 parties. En 2000, il remporta une médaille de bronze individuelle lors de la Coupe d'Europe des clubs d'échecs
Il a également participé au championnat d'Europe d'échecs des nations avec la Macédoine de 1997 à 2003, puis en 2007 et 2009. En 2001, il participa au championnat du monde d'échecs par équipes (au premier échiquier).